# Horus
Алексей Альфредович Спиридонов (род. 23 мая 1983, Киев), более известный под псевдонимом Horus (рус. Хо́рус) (ранее — Луперкаль) — российский рэпер и художник.
С 2011 по 2014 являлся участником группы Проект Увечье, в составе которой записал три студийных альбома. После роспуска коллектива занялся сольным творчеством, выпустив пять альбомов. Начав с ультраправого хип-хопа, Луперкаль постепенно дистанцировался от политической и социальной тематики, перейдя к рассмотрению в своей музыке личностных проблем под псевдонимом Horus.

## Биография
Родился 23 мая 1983 года в Киеве, УССР, СССР. В пятилетнем возрасте вместе с семьей переехал в Чебоксары. В конце 90-х заинтересовался хип-хопом, создал свой первый коллектив — группу «Стимул», в составе которой записал один альбом.
С 2002 года по 2004 проходил службу в армии на Кавказе. После, переехал в Москву, занимался оформлением музыкальных альбомов различных хип-хоп-исполнителей. В то же время Луперкаль вернулся к музыкальному творчеству.
В 2010 году познакомился с Артёмом Шароном (SharOn) из коллектива Orda Fam, который предложил ему записать совместный релиз, что в итоге положило начало коллективу «Проект Увечье».
В 2011 году вышел первый альбом группы «Тяжкие телесные». Далее последовало ещё два альбома — «Охлократия» (2012) и «Роспечаль» (2014). В это время Луперкаль также сотрудничает с другими хип-хоп-исполнителями, среди которых были Oxxxymiron, Саша Скул, ATL, Энди Картрайт и другие.
В 2014 году Луперкаль выпустил сольный микстейп «Sarcasm», а также начал сотрудничать с рэпером Ка-тетом, вместе с которым дает несколько концертов в Москве и Санкт-Петербурге. В том же году, из-за занятости Луперкаля и SharOn’а в сольных проектах, коллектив распался.
В 2015 году Луперкаль под псевдонимом Horus (отсылка к персонажу Warhammer 40k) выпустил дебютный студийный альбом «Дом тысячи сквозняков», принципиально отличавшийся от его предыдущих работ отсутствием политизированных песен. Релиз был включен порталом Rap.ru в список лучших альбомов года. Редакция ресурса при этом отмечала, что альбом «интересен и обезображен интеллектом», а также выделяется современным звучанием и сложностью текстовой составляющей.
В 2016 под никнеймом Луперкаль вышел сборник «Зимородок», состоящий из старых невыпущенных треков.
В 2018 году вышел второй альбом под никнеймом Horus — «Прометей роняет факел».
В 2019 году Horus опубликовал свой второй микстейп — «Рифмономикон», а также в этом же году выходит совместная работа с чебоксарским рэпером Заразой — «Баланс чёрного».
В 2020 году записал ещё один совместный мини-альбом с Заразой — «Вопрос времени».
В 2021 году Horus выпустил свой третий сольный альбом — «Герои вашего времени». Каждый из 13 треков написан от лица одного из «героев» и отображает его субъективный взгляд на окружающую реальность.
В 2022 году Horus выпустил совместный альбом с SharOn’ом — «Ауфидерзейн».
12 октября 2022 года в своём телеграм-канале объявил, что покинул Россию и не планирует возвращаться, однако позже удалил пост и заявил, что это была шутка.
9 декабря 2022 года выпустил свой третий микстейп — «Рифмономикон 2». В микстейп вошли синглы, выпущенные в период с 2020 по 2022 годы, ремиксы на старые треки и несколько новых песен.
16 декабря 2022 года без предварительного анонса в сети появился альбом «Рагнарёк и точка», работа над которым велась параллельно с другими релизами, выпущенными в течение 2022 года.
12 мая 2023 года выпустил альбом «Станция Крепежная». А вскоре, 29 сентября того же года, вышел альбом «Вечный поиск», ставший уже третьим совместным релизом с Заразой.
23 сентября 2024 года выпустил альбом «Станция крепёжная 2».

## Дискография

### Проект Увечье
Студийные альбомы
- «Тяжкие телесные» (2011)
- «Охлократия» (2012)
- «Роспечаль» (2014)

Микстейпы
- «Блумсдэй» (2012)

### Луперкаль
Мини-альбомы
- «Элементарные частицы» (совм. с Вадяра Блюз) (2012)

Микстейпы
- Sarcasm (2014)
- Зимородок (2016)

### Horus
Студийные альбомы
- «Дом тысячи сквозняков» (2015)
- «Прометей роняет факел» (2018)
- «Герои вашего времени» (2021)
- «Ауфидерзейн» (совм. с SharOn) (2022)
- «Рагнарёк и точка» (2022)
- «Станция Крепёжная» (2023)
- «Вечный поиск» (совм. с Зараза) (2023)
- «Станция крепёжная 2» (2024)
- «Приворот гуманоида» (совм. с SharOn) (2025)

Мини-альбомы
- «Баланс черного» (совм. с Зараза) (2019)
- «Вопрос времени» (совм. с Зараза) (2020)

Микстейпы
- «Рифмономикон» (2019)
- «Рифмономикон 2» (2022)

Сборники
- «Romantic Collection» (2022)
- «ALL STARS» (2022)
- «Winter is here» (2022)